# ACLO

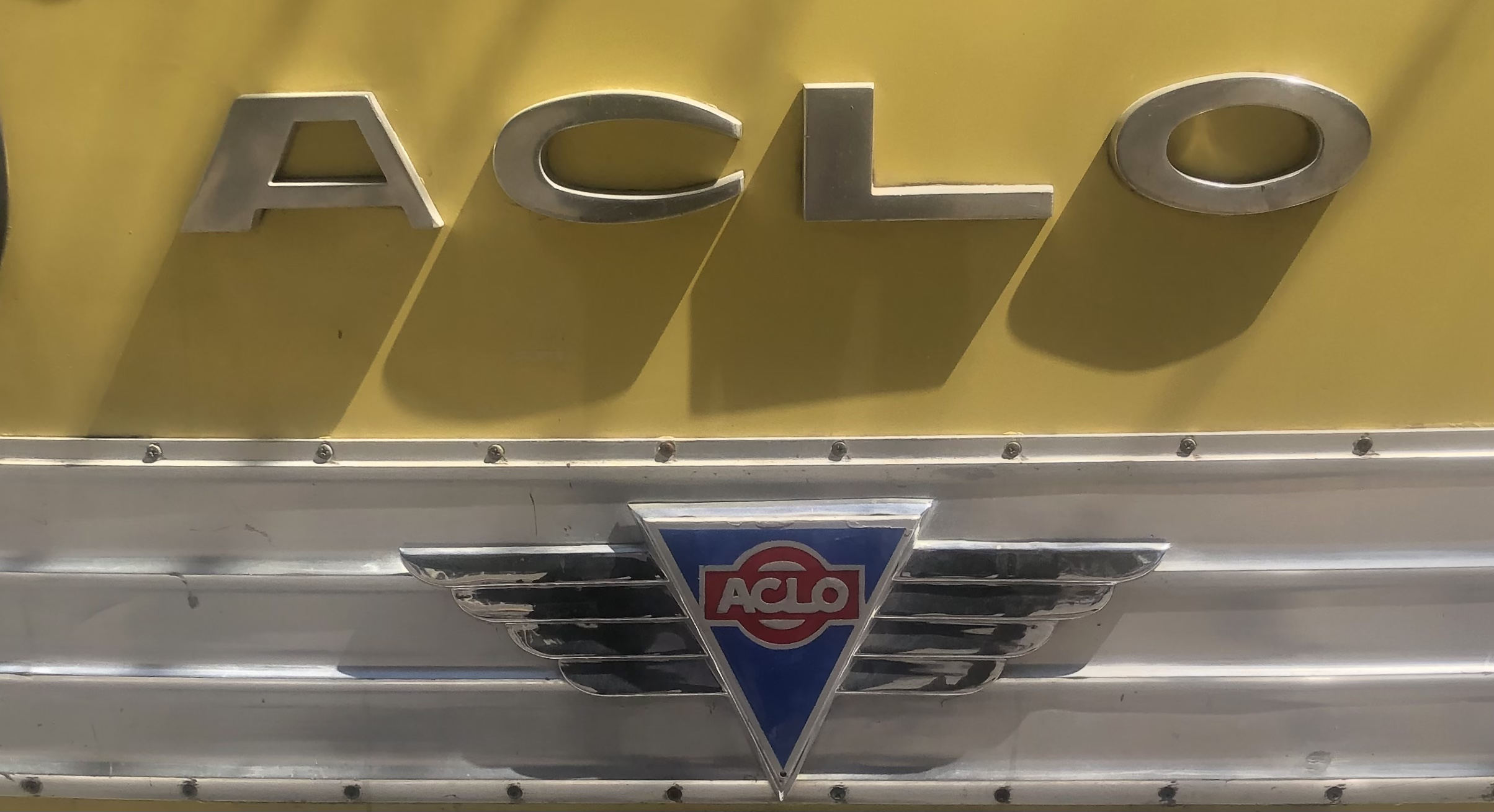
Logo de ACLO

ACLO, abreviación de  Associated Company Lorries and Omnibuses fue una compañía fabricante de vehículos, subsidiaria de la AEC y con  operaciones en América del Sur y España.

## Historia

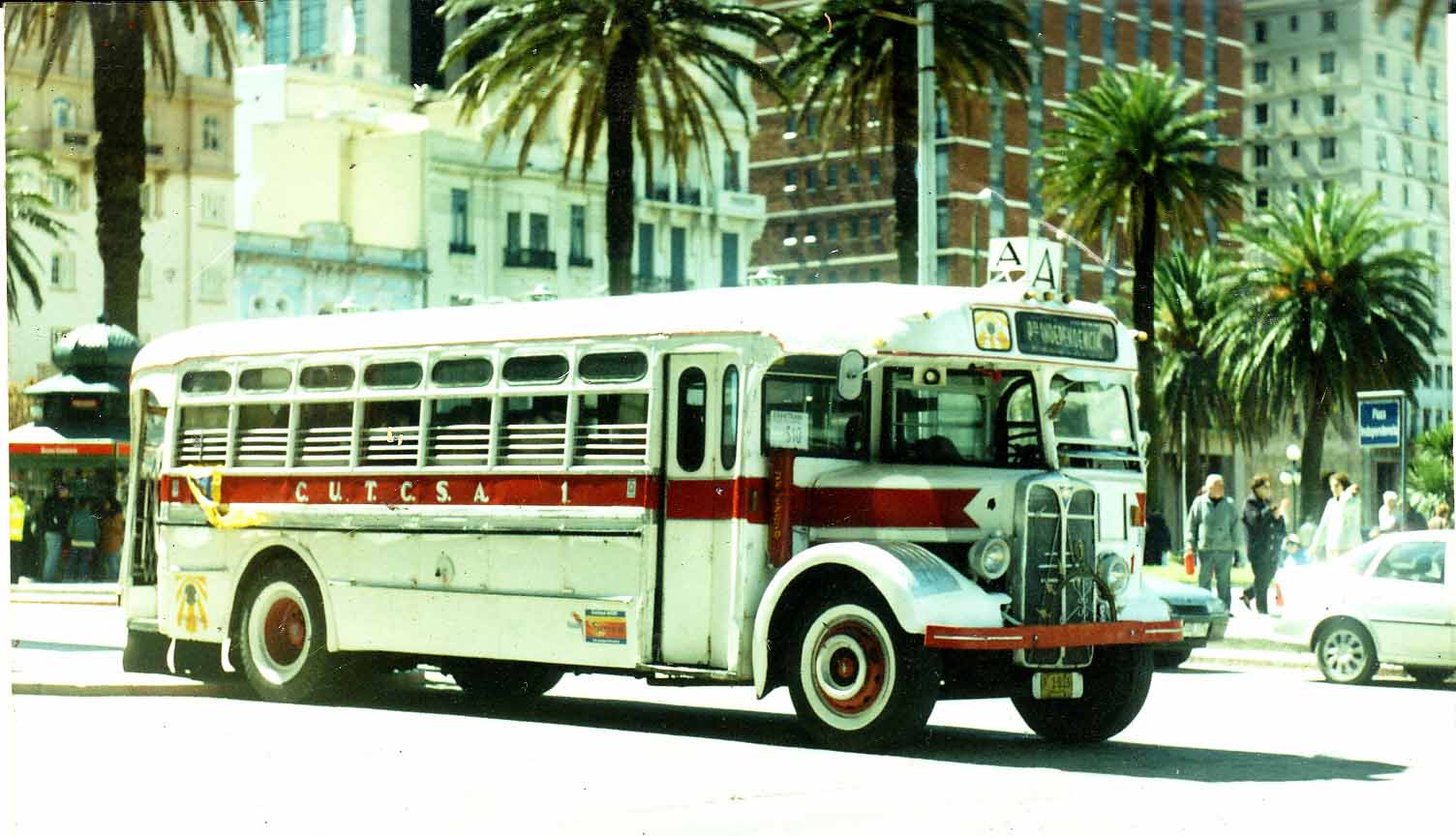
ACLO Regal en Montevideo

Hacia mediados de los años 30, la Associated Equipment Company se introduce en América del Sur para comercializar sus vehículos bajo la marca ACLO. Al poco tiempo de su introducción al continente logró una gran notoriedad y se convirtió en la marca preferida por transportistas de Argentina, Brasil y Uruguay. En el caso de Uruguay, la firma ACLO fue una de las más elegidas por las compañías de transporte, llegando a contar con un total de 150 autobuses. Además, en dicho país, llegaron a fabricarse una amplia cantidad de modelos. La firma también llegó a operar en España, principalmente en Barcelona.
En los años sesenta, se importaron en el Río de la Plata, los modelos ACLO carrozados por la firma holandesa Verheul.

## Modelos populares

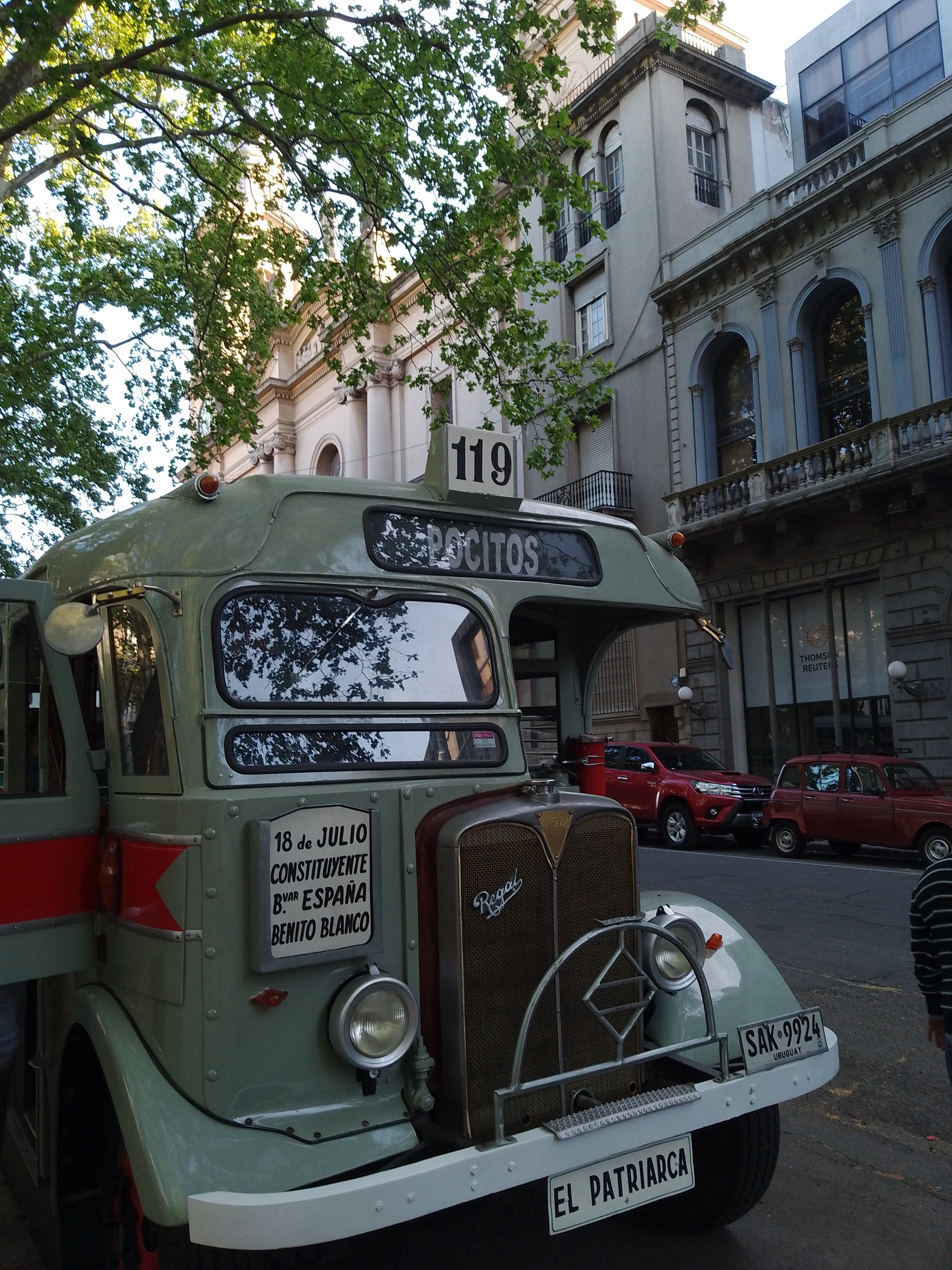
ACLO Regal conservado y declarado como Monumento Nacional en Uruguay.

La firma ACLO llegó a contar con diversos modelos de autobuses, algunos también comercializados por la firma AEC. 
Cabe destacar que en muchas ocasiones se adquiría el chasis, y las carrocerías eran fabricadas por industrias nacionales. 
- ACLO Mark V

- ACLO Regal Mark IV modelo Verheul
- ACLO Regal
- ACLO carrozado por Independencia[6]
- ACLO Verheul